# أندرو ستراوس
أندرو ستراوس (2 مارس 1977 في جنوب أفريقيا - ) (بالإنجليزية: Andrew Strauss) هو كاتب سير ذاتية ولاعب كريكت بريطاني. شارك مع منتخب إنجلترا للكريكت. أما مع النوادي، فقد لعب مع Northern Districts men's cricket team ‏ ونادي مقاطعة ميدلسكس للكريكت ‏ ونادي مارليبون للكريكت ‏.

## وصلات خارجية
- أندرو ستراوس على موقع إي آس بي آن كريك إنفو (الإنجليزية)